# Алешандре Геміньяні
Алешандре Геміньяні (порт. Alexandre Gemignani, 26 червня 1925 — 8 березня 1998) — бразильський баскетболіст.
Бронзовий призер Олімпійських ігор 1948 року.